# 滨海努瓦耶勒
滨海努瓦耶勒（法語：Noyelles-sur-Mer，法語發音：[nwajɛl syʁ mɛʁ]）是法国上法蘭西大區索姆省的一个市镇，属于阿布维尔区。

## 地理
滨海努瓦耶勒（50°11'1"N, 1°42'32"E）面积20.01 平方千米，位于法国上法蘭西大區索姆省，该省份为法国北部沿海省份，北起加来海峡省和北部省，西接滨海塞纳省和大西洋英吉利海峡，南至瓦兹省，东临埃纳省。
与滨海努瓦耶勒接壤的市镇（或旧市镇、城区）包括：布瓦蒙、努维永、蓬图瓦勒、大波尔、赛涅维尔、萨伊弗利博库尔。
滨海努瓦耶勒的时区为UTC+01:00、UTC+02:00（夏令时）。

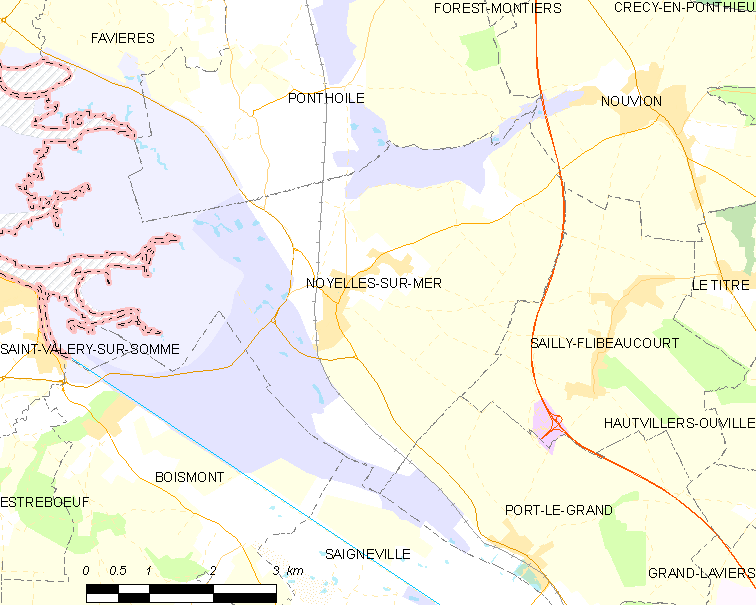
滨海努瓦耶勒的OSM定位图

## 行政
滨海努瓦耶勒的邮政编码为80860，INSEE市镇编码为80600。

## 政治
滨海努瓦耶勒所属的省级选区为阿布维尔第一县。

## 人口

1962-2008年间滨海努瓦耶勒人口变化图示

滨海努瓦耶勒于2022年1月1日时的人口数量为641人。